# Riccia polycarpa
Riccia polycarpa là một loài rêu trong họ Ricciaceae. Loài này được (Trab.) Jelenc mô tả khoa học đầu tiên năm 1951.